# كييل أوفه هاوغ
كييل أوفه هاوغ (بالنرويجية البوكمول: Kjell Ove Hauge)‏ هو منافس ألعاب قوى نرويجي، ولد في 20 فبراير 1969 في Sandane ‏ في النرويج.

## وصلات خارجية
- كييل أوفه هاوغ على موقع الاتحاد الدولي لألعاب القوى (الإنجليزية)